# Postrimerías

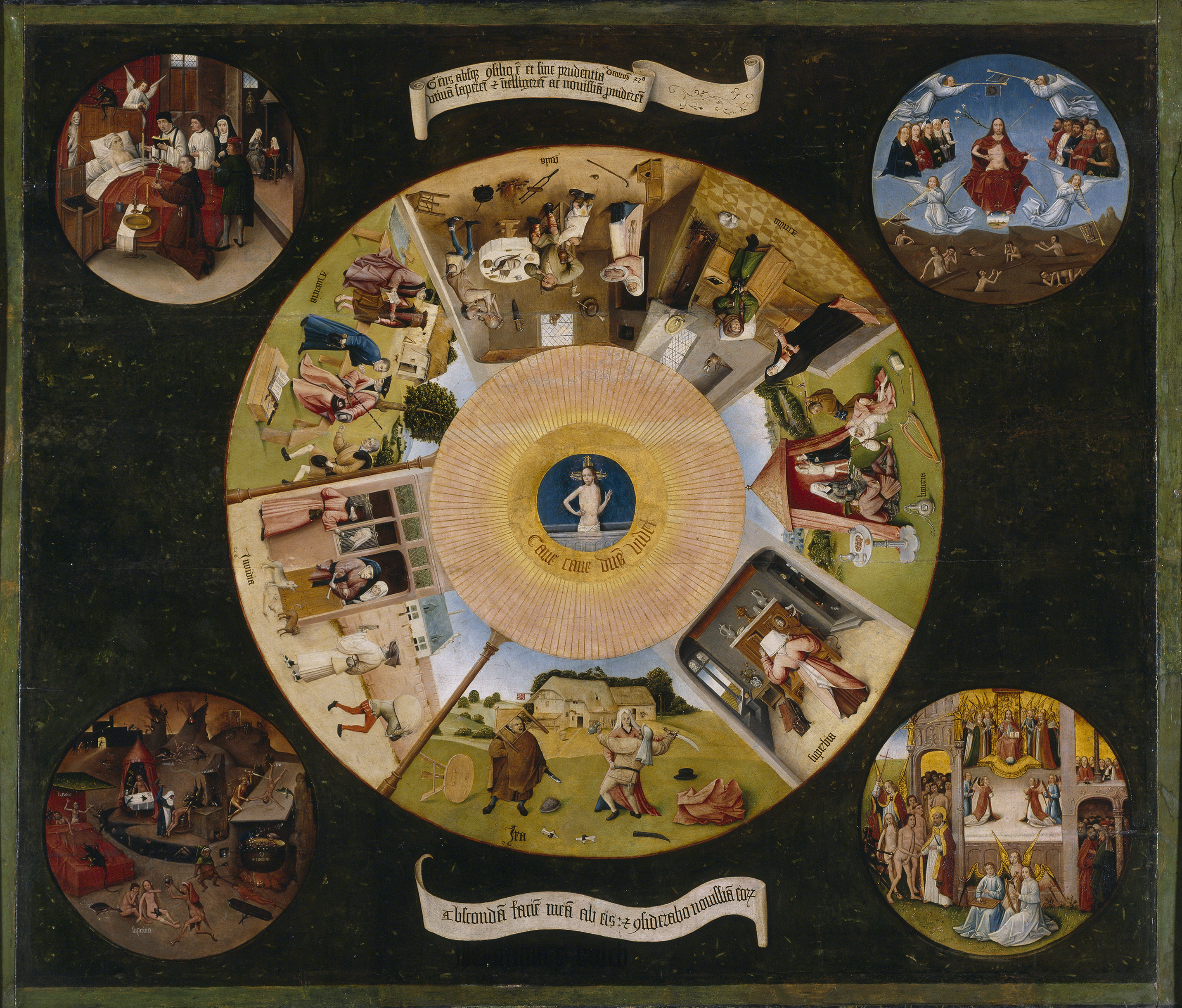
Mesa de los pecados capitales. El Bosco, 1500. Imagen donde se representan los siete pecados capitales y las cuatro etapas de las Postrimerías: muerte, juicio, infierno y gloria.

Las cuatro Postrimerías son, según el Catecismo de la Iglesia Católica: muerte, juicio, infierno y gloria.Etapas que debe pasar cualquier ser humano después de terminar su vida. Otros sustituyen en esta enumeración el juicio por el Purgatorio. 
Su iconografía ha inspirado a los artistas como a Juan de Valdés Leal y El Bosco, además de poetas y escritores, como Dante Alighieri en su poema La Divina Comedia.
Una de las principales referencias para comprender estas cuatro etapas y el Purgatorio se pueden encuentran en los apéndices de la Suma Teológica de Santo Tomás de Aquino.
Muerte
Es en esencia la extinción del proceso homeostático, por ende el fin de la vida; según el catolicismo, una consecuencia del pecado; termina con nuestra existencia mortal y nos pasa a la inmortal, como es el destino común de los hombres; trae tristeza y debe ser temida, aunque Cristo ha conquistado a la muerte y todos los que mueren en Cristo vivirán con él (Romanos 6:5), (Romanos 8:17), (2Timoteo 2:11)
Juicio
El alma del ser humano es juzgada por su Creador después de la muerte. Debe distinguirse entre el juicio particular y el juicio universal. El primero se refiere al juicio inmediato del alma después de la muerte. Se dicta la sentencia de eterna consecuencia: Infierno o Gloria (paraíso). En caso de necesidad, el alma deberá primero ser purificada antes de entrar a la eterna bienaventuranza, esto es el Purgatorio. Todas las almas del purgatorio pertenecen a los salvados y verán a Dios, sin embargo el estado de condenación del infierno es eterno. El segundo juicio se refiere al Juicio Final en el que se juzgará al mundo entero y se confirmarán las sentencias de Dios, este será al fin de los tiempos (Mateo 25).
Purgatorio
Purificación necesaria para el paraíso y consiste en un estado intermedio de purificación en que hay diversos grados de expiación de pecados; puede ayudarse con la oración y es una agonía temporal. El término purgatorio surgió en el siglo XII y fue a partir del siglo XV cuando este tercer lugar pasó a formar parte de la doctrina católica tras el Concilio de Trento.
Infierno
Sitio donde el gusano no muere (Marcos 9:47-48), preparado para el Diablo y sus ángeles, donde son el llanto y el crujir de dientes e imperan las tinieblas y el silencio de la ausencia de Dios (Mateo 13:49-50); se lo compara a un abismo y a una prisión donde hay aflicción y tormento y se excluye de la presencia de Dios. El fuego del infierno es la retribución del pecado y el castigo por rechazar voluntariamente la gracia de Dios; ahí ya no es posible el arrepentimiento y no hay esperanza posible.
Paraíso
Lugar donde habita Dios y de donde vino y a donde volvió Jesús. Es el hogar de la especie humana y Cristo nos conduce a él, pues es un lugar destinado a toda la humanidad que lo desee. No es fácil de lograr sin esfuerzo y también allí hay grados diversos de felicidad y cosas nuevas.